# Уестън сюпър Меър
Уестън сюпър Меър (на английски: Weston-super-Mare) е град в графство Съмърсет, Югозападна Англия.

## География
Градът е разположен в Югозападна Англия, по югоизточния бряг на залива Бриджуотър. Главен административен център е на община Северен Съмърсет. На 46 km северно от Уестън-сюпър-Меър се намира град Бристъл, а на 27 km южно от града се намира град Бриджуотър. Има летище и жп гара, като е жп спирка на жп линията между Бриджуотър и Бристъл. От столицата Лондон отстои на около 200 km. Край южната част на града протича река Акс, която се влива в залива Бриджуотър. Население 71 758 жители (2001 г.).

## История
Уестън сюпър Меър получава статут на град през 1932 г.

## Архитектурни забележителности
- Музеят на хеликоптерите (Helicopter Museum)
- Зимните градини (Winter Gardens), основани 14 юли 1927 г.
- Големият вълнолом (The Grand Pier)
- Сградата на общината
- ЖП гарата

## Квартали
- Кюстоук
- Сейнт Джордж
- Уърл
- Уърлбери
- Ъпхил

## Спорт
Представителният футболен отбор на града носи името „ФК Уестън сюпър Меър". Основан е през 1887 г. и има аматьорски статут.

## Личности
Родени
- Джефри Арчър (р.1940), киносценарист и писател
- Ричи Блекмор (р.1945), роккитарист
- Вивиен Бърджис (1914 – 1999), киноактриса
- Рупърт Грейвс (р.1963), киноартист
- Джил Данду (1961 – 1999), телевизионна журналистка
- Хенри Едуардс (1882 – 1952), киноартист
- Джон Клийз (р.1939), киноартист-комик
- Манди Милър (р.1944), киноактриса
- Барбара Морисън (1907 – 1992), киноактриса
- Ричард Уайът (р.1949), киноартист
- Констанс Чапман (1912 – 2003), киноактриса

Починали
- Пол Радмилович (1886-1968), британски ватерполист